# Kruhy (Mnichovo Hradiště)
Kruhy jsou malá vesnice, část města Mnichovo Hradiště v okrese Mladá Boleslav. Nachází se asi 4,5 kilometru severovýchodně od Mnichova Hradiště. Vesnicí protéká Jizera. Kruhy mají dvě části – větší Dolení Kruhy a menší Hoření Kruhy, každá z nich má svou autobusovou zastávku. Osada sousedí na západě se Sychrovem (Zásadkou), na jihu s Podolím a na východě s Hradcem. Kruhy leží v katastrálním území Podolí u Mnichova Hradiště o výměře 5,05 km².

## Historie
První písemná zmínka o vesnici pochází z roku 1675.